# Roc de Sant Telm
El Roc de Sant Telm és una muntanya de 1.582 metres que es troba al municipi de Saldes, a la comarca catalana del Berguedà.